# خان الجوز
خان الجوز قرية صغيرة في ناحية كنسبا التابعة لمنطقة الحفّة في محافظة اللاذقية. تقع القرية على طريق إم 5 الذي يربط حلب باللاذقية.